# یوزف هسنهول

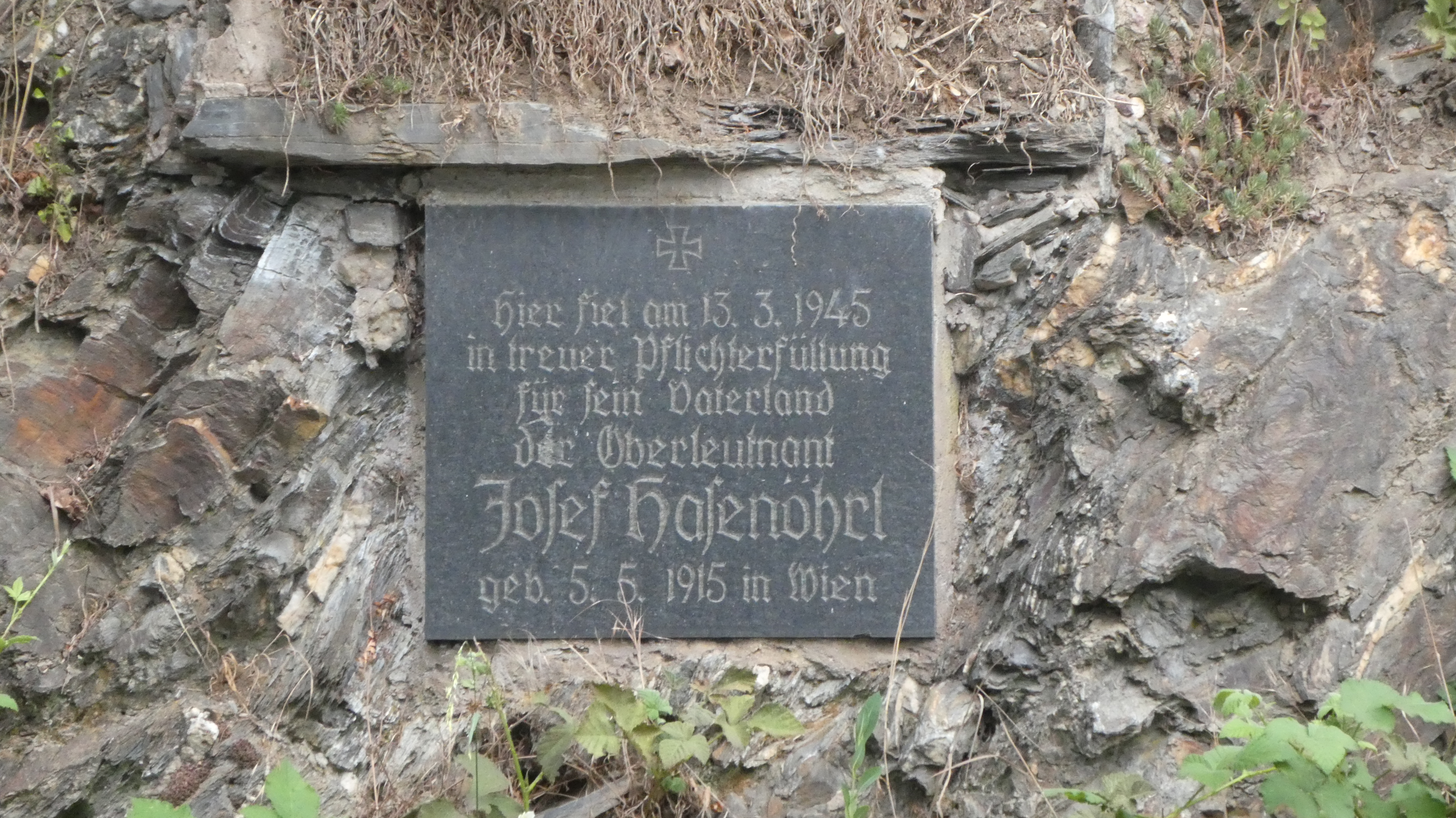
نمایی از لوح یادبود یوزف هسنهول - ۲۰۲۰

یوزف هسنهول (انگلیسی: Josef Hasenöhrl؛ ۵ مه ۱۹۱۵ – ۱۳ مارس ۱۹۴۵) سرباز، و قایقران روئینگ اهل اتریش بود.
وی در مسابقات کشوری و بین‌المللی در مجموع برندهٔ ۱ مدال طلا، ۲ مدال نقره، ۱ مدال برنز شده‌است.